# Прасс Пилип Михайлович
Пилип Михайлович Прасс (19 лютого 1909, село Штормове Катеринославської губернії, тепер Новоайдарського району Луганської області — 1965, місто Ташкент, тепер Узбекистан) — радянський державний діяч, 1-й секретар Молотовського (Пермського) обласного комітету ВКП(б). Член ЦК КПРС у 1952—1956 роках. Депутат Верховної ради СРСР 3-го скликання.

## Життєпис
Народився в бідній селянській родині.
У 1925—1927 роках — учень школи гірничо-заводського учнівства Лисичанського рудоуправління в Донбасі.
У 1927—1928 роках — кріпильник шахти № 1 Лисичанського рудоуправління.
Член ВКП(б) з 1928 року.
У 1928—1929 роках — секретар комітету комсомолу (ЛКСМУ) шахти № 1 Лисичанського рудоуправління.
У 1929—1930 роках — відповідальний секретар Лисичанського районного комітету ЛКСМУ.
У 1930—1931 роках — відповідальний секретар Горлівського районного комітету ЛКСМУ.
У 1931—1934 роках — студент Лисичанського гірничого інституту Донецької області.
У 1934—1935 роках — начальник дільниці шахти імені Ворошилова міста Прокоп'євська Новосибірської області.
У 1936—1937 роках — начальник шахти імені Молотова міста Прокоп'євська Новосибірської області.
У 1937—1939 роках — начальник шахти імені Ворошилова міста Прокоп'євська Новосибірської області, помічник головного інженера тресту «Сталінвугілля».
У березні — жовтні 1939 року — начальник контори із ліквідації підземних пожеж Кузбасу. У жовтні 1939 — 1940 року — головний інженер спеціальної контори із ліквідації підземних пожеж Кузбасу.
У 1940—1941 роках — 2-й секретар Прокоп'євського міського комітету ВКП(б) Новосибірської області.
У 1941—1943 роках — секретар Новосибірського обласного комітету ВКП(б) із вугільної промисловості.
У 1943—1944 роках — секретар Кемеровського обласного комітету ВКП(б) із кадрів.
У 1944 — квітні 1946 року — 2-й секретар Кемеровського міського комітету ВКП(б).
У квітні 1946 — січні 1947 року — 3-й секретар Кемеровського обласного комітету ВКП(б).
19 січня — 7 жовтня 1947 року — 2-й секретар Кемеровського обласного комітету ВКП(б).
У 1947 — липні 1948 року — заступник завідувача відділу кадрів партійних організацій Управління кадрів ЦК ВКП(б).
У 1948 — 24 грудня 1949 року — інспектор ЦК ВКП(б), заступник завідувача відділу партійних, профспілкових і комсомольських органів ЦК ВКП(б).
14 січня 1950 — 15 січня 1954 року — 1-й секретар Молотовського обласного комітету ВКП(б) (КПРС).
З січня 1954 року — слухач курсів перепідготовки секретарів обкомів при ЦК КПРС.
Після закінчення курсів працював завідувачем відділу партійних органів ЦК КП Узбекистану.
До липня 1961 року — 2-й секретар Самаркандського обласного комітету КП Узбекистану.
20 липня 1961 року виключений з членів КПРС.
У серпні 1961 — 1965 року — помічник начальника розкривного розрізу, гірничий майстер шахти № 9 міста Ангрен Ташкентської області Узбецької РСР. У 1965 році поновлений в членах КПРС.
Помер у 1965 році в місті Ташкенті.

## Нагороди
- орден Леніна (1945)
- два ордени Трудового Червоного Прапора (1945,)
- орден «Знак Пошани» (1942)
- медалі